# TLR9
'گیرندهٔ ناقوسی‌شکل ۹ (انگلیسی: Toll-like receptor 9) که با نامِ «CD289» هم شناخته می‌شود، یک پروتئین است که در انسان توسط ژن «TLR9» کدگذاری می‌شود.
این مولکول، یکی از اعضای خانوادهٔ گیرنده‌های ناقوسی‌شکل (TLR) و یکی از گیرنده‌های مهم در دستگاه ایمنی است که بر سطح سلول‌های دندریتیک، سلول‌های کشنده طبیعی و سایر سلول‌های پردازنده آنتی‌ژن است. TLR9 ترجیحاً به دی‌ان‌ای باکتری‌ها و ویروس‌ها متصل شده و سبب فعال‌سازی مجموعه‌ای از سیگنال‌های سلولی می‌شود که آغازکنندهٔ پاسخ سیتوکینی التهابی هستند. بیماری سرطان، عفونت‌ها و آسیب بافتی همگی می‌توانند بیان و فعالیت TLR9 را تحتِ تأثیر قرار دهند.
TLR9 یکی از عوامل مهم در بیماری‌های خودایمنی هستند و هم‌اکنون پژوهش‌های گسترده‌ای برای ساخت و تولید آگونیست و آنتاگونیست صناعی آن، جهت تنظیم فرایند التهاب خودایمنی در حالِ انجام است.

## نقش و عملکرد
به‌طور کلی خانوادهٔ گیرنده‌های ناقوسی‌شکل (TLR) نقش بسیار مهمی در شناسایی آنتی‌ژن‌ها و فعال‌شدنِ دستگاه ایمنی ذاتی دارند. مولکول TLR9 توسط سی‌پی‌جی اولیگودئوکسی‌نوکلئوتید غیرمتیله در دی‌ان‌ای فعال می‌شود و پس از آن، از شبکه آندوپلاسمی حرکت کرده و به دستگاه گلژی و لیزوزوم‌ها می‌رود و در آنجا با MYD88، تعامل پروتئین-پروتئین می‌کند که پروتئین اولیه در ایجاد سیگنالینگ سلولی است.

## بیان ژنی در عفونت با ویروس‌های سرطان‌زا
بیان ژنی TLR9 در سرطان‌های گوناگون، تغییراتی دارد. مثلاً در سرطان پستان و سرطان کلیه، بیان ژنی آن کاهش می‌یابد. در این سرطان‌ها، هرچه سطح TLR9 بالاتر باشد، عواقب سرطان بهتر خواهد بود. بالعکس در سرطان پروستات، هرچه سطح TLR9 بالاتر باشد، نتیجهٔ نهایی بدتر است. با آنکه نتایج پژوهش‌های انجام شده گاهی بسیار متفاوت از یکدیگر بوده، اما آنچه مشخص است، این است که بیان ژنی TLR9، سرعت رشد و قدرت تهاجمی سلول‌های سرطانی را در کل، افزایش می‌دهد.
ویروس پاپیلوم انسانی، که در صورتِ عدم درمان ممکن است منجر به سرطان دهانه رحم شود، بیانِ TLR9 را در کراتینوسیت‌ها کاهش داده و تولید اینترلوکین ۸ را مهار می‌کند.
ویروس هپاتیت بی بیانِ TLR9 را در سلول‌های دندریتیک و لنفوسیت‌های بی کاهش داده و تولید اینترلوکین ۶ و اینترفرون آلفا را متوقف می‌کند.
اپشتین بار ویروس نیز چون سایر ویروس‌های سرطان‌زا، بیانِ TLR9 را در لنفوسیت‌های بی کاهش داده و منجر به مهار تولید اینترلوکین ۶ و فاکتور نکروز توموری آلفا می‌گردد.
ویروس‌های خانوادهٔ پولیوما هم بیانِ TLR9 را درکراتینوسیت‌ها کم می‌کنند و اجازه نمی‌دهند اینترلوکین ۸ و اینترلوکین ۶ ساخته شوند.

## اهمیت بالینی در التهاب
این مولکول پروتئینی در بیماری «لوپوس منتشر» و «اریتم گرهی لپروزوم» (ENL) نقش مهمی ایفا می‌کند. کاهش TLR9 سبب شعله‌وریِ و تشدید بیماری لوپوس شده و تعداد سلول‌های دندریتیک را کاهش می‌دهد. TLR9 در بیماری «اریتم گرهی لپروزوم» (ENL) نقش معکوسی دارد و هرچه بالاتر باشد، بیماری شدید می‌شود.
بیماری‌های خودایمنی تیروئیدی هم با افزایش بیان TLR9 بر روی سلول‌های تک‌هسته‌ای خون محیطی در ارتباط هستند.

## نقش آن در سلامتی قلب
همان‌طور که ذکر شد، پاسخ‌های التهابی وابسته به TLR9 به واسطهٔ سی‌پی‌جی اولیگودئوکسی‌نوکلئوتید غیرمتیله موجود در دی‌ان‌ای میتوکندری‌ها فعال می‌شوند. گاهی این پدیده از طریق فرایندهای پیچیده‌ای ممکن است منجر به پاسخ‌های التهابی در قلب شود. پژوهش‌گران ثابت کرده‌اند که TLR9 در سلامت قلب افرادی که دچار سکته قلبی شده‌اند نقش دارد.

## نقش احتمالی در ایمونوتراپی
هم‌اینک مطالعات و آزمایش‌هایی در زمینهٔ ایمونوتراپی با استفاده از تجویز یک قطعه اولیگونوکلئوتید صناعی دی‌ان‌ای که حاوی موتیف CpG باشد، در حال انجام است. از این روش در درمانِ آسم، تحریک دستگاه ایمنی برای جنگ با سلول‌های سرطانی و سایر عوامل بیماری‌زا و به‌عنوان ادجوان در واکسن‌ها استفاده خواهد شد.
برخی از آگونیست‌های TLR9 جهت درمان سرطان‌های توپُر پیشرفته و به‌ویژه ملانوما در مرحلهٔ کارآزمایی بالینی هستند.